# Imparables
Imparables és un grup de poetes catalans format per:
- Joan-Elies Adell
- Sebastià Alzamora
- «Hèctor Bofill»
- Lluís Calvo
- Maria Josep Escrivà
- Manel Forcano
- Txema Martínez Inglés
- Isidre Martínez Marzo
- Susanna Rafart

El nom s'atribueix a unes declaracions d'«Hèctor Bofill» que, en rebre el premi Josep Pla de narrativa de 2003 hauria dit: «Som una generació imparable!».

## Antologies
- Imparables. Una antologia (2004) Proa
- Dogmàtica imparable: abandoneu tota esperança (2005) Esfera dels llibres